# Từ Châu
Từ Châu (tiếng Trung: 徐州; bính âm: Xúzhōu, (cũng được gọi là Bành Thành (tiếng Trung: 彭城; bính âm: PéngChéng) trong thời cổ), là một địa cấp thị tỉnh Giang Tô, Trung Quốc.
Thành phố được biết đến vì có vị trí thuận lợi, là địa điểm trung chuyển giao thông vận tải ở bắc Giang Tô, và có đường cao tốc và đường sắt nối với các tỉnh Hà Nam và Sơn Đông, thành phố láng giềng Liên Vân Cảng, cũng như trung tâm kinh tế Thượng Hải.

## Hành chính
Địa cấp thị Từ Châu có 11 đơn vị cấp huyện, bao gồm 5 quận nội thành, 2 thành phố cấp huyện và 4 huyện.
- Quận Vân Long (云龙区)
- Quận Tuyền Sơn (泉山区)
- Quận Cổ Lâu (鼓楼区)
- Quận Giả Uông (贾汪区)
- Quận Đồng Sơn (铜山区)
- Thành phố cấp huyện Bi Châu (邳州市)
- Thành phố cấp huyện Tân Nghi (新沂市)
- Huyện Tuy Ninh (睢宁县)
- Huyện Bái (沛县)
- Huyện Phong (丰县)

Các đơn vị này lại được chia ra 157 đơn vị cấp hương.

## Địa lý và khí hậu
Từ Châu nằm ở đông nam của đồng bằng Hoa Bắc. Khu vực này có mùa xuân và mùa thu ngắn, mùa hè rất dài và nóng và mùa đông khá lạnh, có lượng mưa ít hơn lượng mưa trung bình.

## Giáo dục

### Đại học và Cao đẳng
- Đại học Công nghệ Mỏ Trung Quốc (中国矿业大学)
- Đại học Sư phạm Giang Tô (江苏师范大学)
- Đại học Y khoa Từ Châu (徐州医科大学)
- Đại học Kỹ thuật Từ Châu (徐州工程学院)

### Trường phổ thông
- Đệ nhất Trung học thành phố Từ Châu (徐州市第一中学)

## Lịch sử
Bành thành tên gọi khác của Từ Châu từng là kinh đô của Tây Sở Bá Vương Hạng Vũ Đây cũng là nơi diễn ra trận đánh cuối cùng khốc liệt của Nội chiến Trung Quốc, Chiến dịch Hoài Hải 1948-49.